# سیمون وستدیک
سیمون وستدیک (به هلندی: Simon Vestdijk) (۱۷ اکتبر ۱۸۹۸ - ۲۳ مارس ۱۹۷۱) یک نویسنده هلندی بود. او در طول زندگی‌اش بیش از سی رمان در دو دستهٔ تحلیل و تاریخی نوشت. دسته نخست در سلسله رمان هشت جلدی «آنتون واختر» در سال‌های ۱۹۳۴ تا ۱۹۶۰ عرضه شد. معروف‌ترین رمان تاریخی او نیز با نام «زندگی پرشور ذیخل» در سال ۱۹۳۷ منتشر شد. برجسته‌ترین اثر وستدیک، رمان «پیشخدمت و زندگی جاری» (۱۹۴۹) نام دارد.
وستدیک در مجموع بیش از یکصد جلد رمان، نقد ادبی و مجموعه‌های شعر و داستان کوتاه بر جای گذاشت.

## زندگی‌نامه
وستدیک در اکتبر ۱۸۹۸ در هارلینگن به دنیا آمد. او در آمستردام در رشته پزشکی و موسیقی تحصیل کرد و مدتی پزشک دریایی بود. او نخستین مجموعه اشعار خود را در سال ۱۹۳۲ منتشر کرد. وستدیک در جریان جنگ جهانی دوم به اسارت نیروهای آلمانی درآمد و مدتی را در اردوی اسیران جنگی به سر برد. او بسیاری از شعرهای خود را در همین دوره سرود. او در سال ۱۹۴۶ مجموعه‌ای از اشعارش را با نام «تاناتوس در زنجیر» و در همان سال مجموعه‌ای از داستان‌های کوتاهش را زیر عنوان «گواهان لال» منتشر ساخت.

## گزیده آثار
- تختهٔ رنگ منظوم (۱۹۳۳)
- آنتون واختر (۸ جلد، ۱۹۳۴)
- مرگ به دام افتاد (۱۹۳۵)
- سقوط فیسر به دوزخ (۱۹۳۶)
- قصه‌هایی با گچ رنگی (۱۹۳۸)
- نرگس عاشق (۱۹۳۸)
- چنگ وینشتر (۱۹۳۹)
- افسانه‌ها (۱۹۴۰)
- جزیره عرق نیشکر (۱۹۴۰)
- آکتایون در میان ستارگان (۱۹۴۱)
- واپسین لحظه‌ها (۱۹۴۴)
- شب‌های ایرلندی (۱۹۴۶)
- سواره‌نظام لهستانی (۱۹۴۶)
- آیندهٔ دین (۱۹۴۷)
- پیشخدمت و زندگی جاری (۱۹۴۹)
- داستان‌های خیال‌انگیز (۱۹۴۹)
- پزشک و روسپی‌اش (۱۹۵۱)
- رساله‌های یک دوازدهمی (۱۹۵۲)[۲]